# John Morton (cardenal)
John Morton   (Milborne St Andrew, 1420 - Knole House, 15 de setembre de 1500) fou un cardenal anglès.

## Biografia
Nascut a Dorset, es va educar al Balliol College d'Oxford. El febrer de 1477 va ser enviat pel rei Eduard IV juntament amb Sir John Donne, com a ambaixador a la cort francesa. El rei Eduard el va nomenar bisbe d'Ely el 8 d'agost de 1479 i va ser consagrat el 31 de gener de l'any següent.
Després del canvi dinàstic de 1485, Enric VII el va nomenar, el 1486, arquebisbe de Canterbury, fent-lo Lord Canceller l'any següent. El 1493 va ser nomenat cardenal titular de l'església de Sant'Anastasia a Roma pel papa Alexandre VI. Va fer construir l'antic palau de Hatfield House on la futura reina d'Anglaterra Elisabet I va passar la major part de la seva infància.
Com a lord canceller Morton es va encarregar de restaurar les finques reials arruïnades per Eduard IV. Al final del regnat d'Enric VII, la frugalitat d'aquest i la política fiscal de Morton, implementada per Edmund Dudley i Richard Empson, havien tornat a reconstituir el tresor reial.
Morton va ser l'autor d'una màxima coneguda més tard com a "Morton's Fork" (bifurcació de Morton) que diu: "Si es veu que un súbdit viu de manera frugal, llavors li diràs que ha estalviat prou diners intel·ligentment per permetre's ser generós amb el rei. Si, en canvi, un súbdit viu una vida de gran extravagància, com que la seva opulència és tan evident, es pot permetre donar també molt al rei."
Mecenes i amant de la literatura i l'art, Morton va permetre que Thomas More, finançant-lo, emprengués els seus estudis a la Universitat d'Oxford i aquest el va esmentar a la seva obra principal, l'Utopia.
Després de la seva mort va ser enterrat segons el seu testament a la capella de la Mare de Déu de la catedral de Canterbury mentre que a la cripta de la mateixa es va aixecar un cenotafi amb la seva efígie decorada per àngels, el barret del cardenal i les bàculs amb la inscripció MOR (a joc de paraules amb el seu cognom: Mor-ton).